# Evangelický kostel (Nymburk)
Evangelický kostel v Nymburce je jednolodní novorenesanční sakrální stavba Českobratrské církve evangelické z roku 1898. Nachází se na severovýchodním rohu ulic Havlíčkova a Bedřicha Smetany, poblíž pomníku obětem světových válek v parku Hrdinů.

## Historie
Protestantská tradice českého středního Polabí sahá hluboko do dějin. Po přijetí Tolerančního patentu v 1781 byla roku 1792 v Hořátvi vystavěna toleranční modlitebna, v samotném Nymburce se žádný protestantský kostel nenacházel. Tento nevyhovující stav se místní příslušníci reformované církve začali snažit řešit koncem 19. století. 18. dubna 1898 byla v lokalitě na Spálence pod vedením stavitele Josefa Blechy započata stavba nového kostela podle projektu architekta Friedricha Gottloba Albera (1846 Ludwigsburg – 1927 Brno). 30. listopadu 1898 byl kostel slavnostně posvěcen. Rozpočet na stavbu činící 26 000 zlatých byl kvůli nutnosti pořízení varhan, zvonů, hodin a ohradních zdí o třetinu překročen. Vedle kostela, který jakožto stavba pro shromažďování většího počtu osob nemá č.p. ani ev.č., byla zároveň postavena farní budova, kde na adrese Bedřicha Smetany 613/14 sídlí Farní sbor Českobratrské církve evangelické v Nymburce, který je vlastníkem obou budov a pozemků.
Mezi lety 1923 až 1936 v kostele probíhaly bohoslužby Československé církve husitské, která se dočkala svého poblíž stojícího Husova sboru až roku 1936.

## Galerie
- obrázek z díla Jan Janata a naše minulost z roku 1931 od J. V. Lukáška
- boční pohled od Havlíčkovy ulice
- boční pohled od Havlíčkovy ulice
- pohled od Husova sboru v pozadí budova gymnázia